# Odeón de Ilión
El Odeón de Ilión fue un antiguo odeón en la ciudad de Ilión grecorromana de Asia Menor. Sus ruinas forman parte del yacimiento arqueológico de la antigua Troya, declarado Patrimonio de la Humanidad por la Unesco.

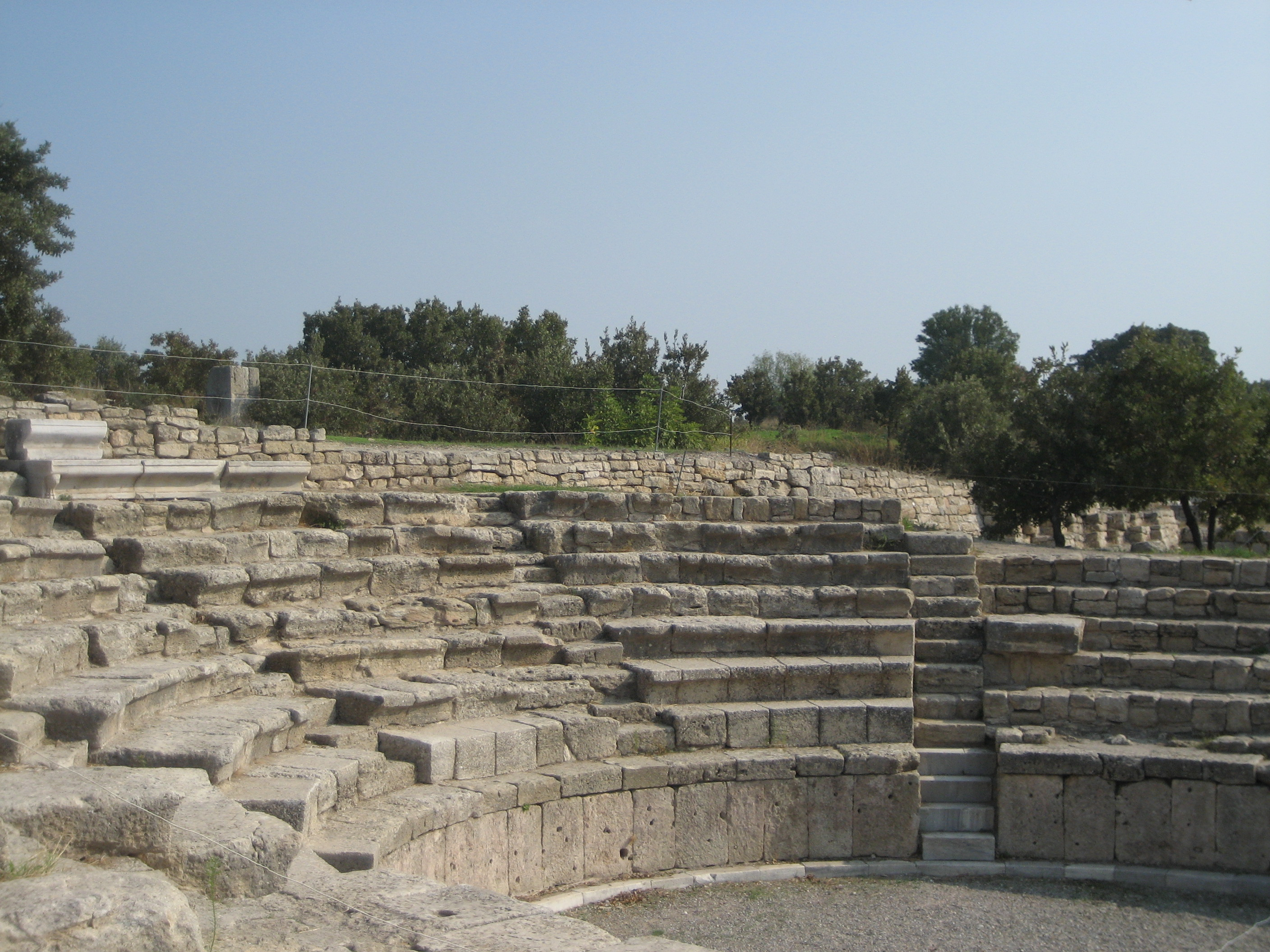
Tribuna del Odeón.

El Odeón estaba situado en la parte sur de la colina de la ciudad de Ilión y Troya, a unos 70 metros al oeste de Buleuterio.
Se construyó en la fase de Troya IX de la ciudad durante la época romana bajo el emperador Augusto. Fue renovado bajo Adriano y Caracalla. El edificio sirvió como teatro musical.
El edificio tenía un graderío semicircular, del que se conservan ocho filas de asientos, divididas en bloques por cuatro escaleras verticales. En el centro de la fila superior de asientos hay un banco de mármol reservado para el emperador. La skene o edificio escénico del Odeón contenía una estatua de Adriano de tamaño natural, conservada en el Museo de Troya. La parte superior del Odeón se construyó durante la Edad del Bronce, época de las murallas de Troya VI.
Las ruinas del edificio fueron descubiertas por Wilhelm Dörpfeld en 1893.